# Dörflas bei Kirchenlamitz

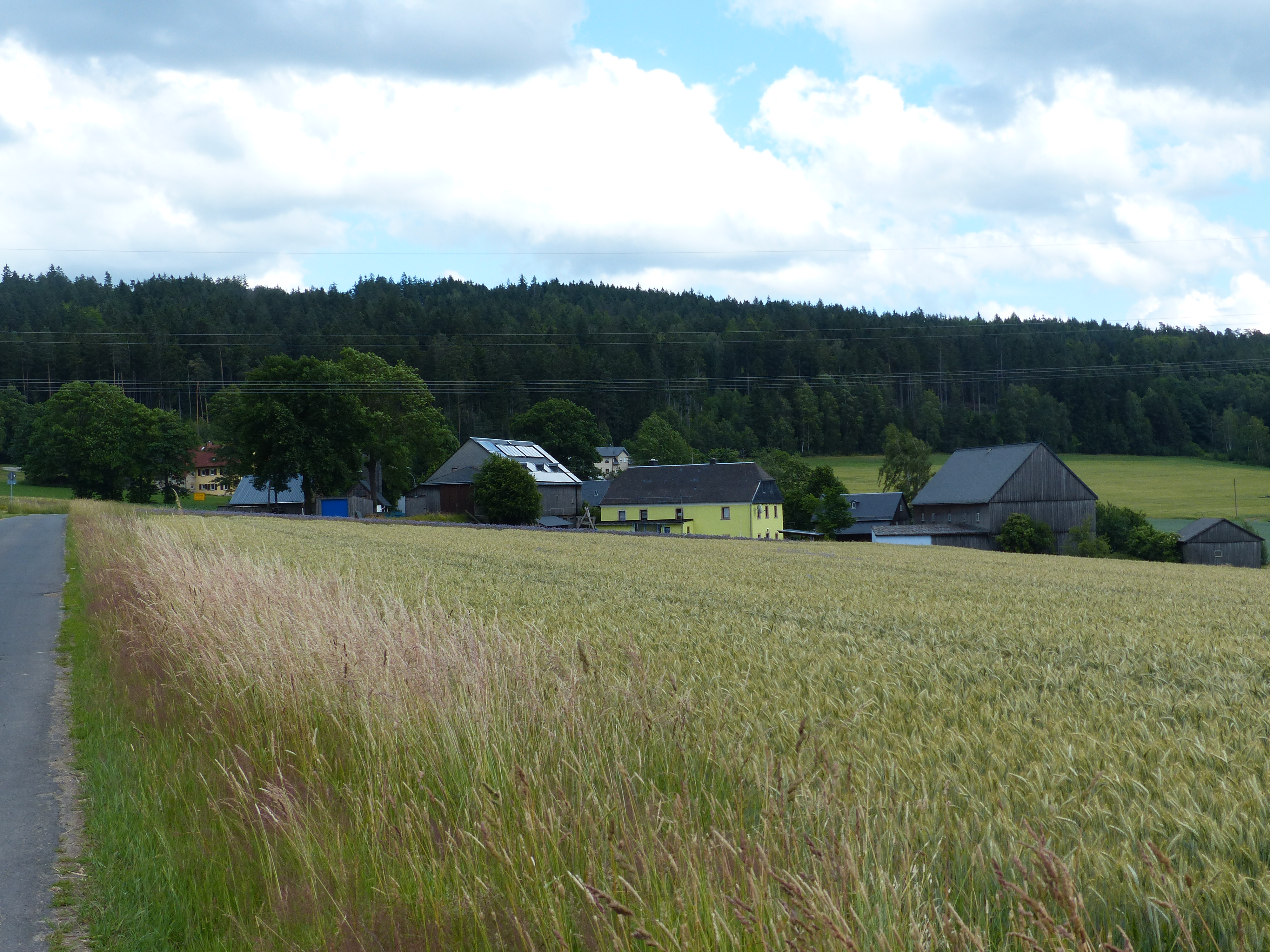
Ortsansicht aus Süden

Dörflas bei Kirchenlamitz ist ein Gemeindeteil der Stadt Kirchenlamitz im Landkreis Wunsiedel im Fichtelgebirge (Oberfranken, Bayern).
Der Weiler liegt etwa 3,7 Kilometer nordwestlich von Kirchenlamitz am Hang des Kornbergs am östlichen Waldrand. Landstraßen führen nach Niederlamitz und über Wustung nach Fahrenbühl. An der Grenze zu Wustung liegen die Bahnstrecke Weiden–Oberkotzau und die Lamitz.
Dörflas hatte von 1818 bis zur Eingemeindung 1978 eigene Bürgermeister. Neben dem Hauptort bestand es aus den Gemeindeteilen Baumgarten, Entenloh, Fahrenbühl, Kirchenlamitz Bahnhof, 
Mittelschieda, Neuenhammer, Oberschieda, Schnepfenmühle, Unterschieda, und Wustung bei Schnepfenmühle. 
Ein ehemaliges Bauernhaus wurde als CVJM-Wanderheim ausgebaut. Karl Bedal fertigte eine Zeichnung eines Hausportals mit Oberlicht aus der Zeit um 1800.